# 매촌초등학교
매촌초등학교는 대한민국 경상남도 산청군 금서면 친환경로2346번길 4 (평촌리)에 있었던 학교이다.

## 연혁
- 1939년 3월 31일 산청읍내공립심상소학교 매촌분교장 개교
- 1941년 4월 1일 산청읍내공립국민학교 매촌분교로 개칭
- 1946년 9월 1일 매촌국민학교로 승격
- 1964년 3월 1일 특곡국민학교 분리
- 1992년 3월 1일 특곡분교장 편입
- 1996년 3월 1일 매촌초등학교로 개칭
- 1998년 9월 1일 특곡분교장 본교로 통합
- 1999년 2월 19일 제55회 졸업식(총 4165명)
- 1999년 9월 1일 산청초등학교로 통폐합